# یواس‌اس بیلینگسلی (دی‌د۲۹۳)
یواس‌اس بیلینگسلی (دی‌د۲۹۳) (به انگلیسی: USS Billingsley (DD-293)) یک کشتی بود که طول آن ۹۵٫۸۱ متر (۳۱۴٫۳ فوت) بود. این کشتی در سال ۱۹۱۹ ساخته شد.